# 程學博
程學愽（1532年—？），字近約，湖廣德安府孝感縣人，軍籍，明朝政治人物。

## 生平
湖廣鄉試第二十五名舉人。嘉靖三十八年（1559年）中式己未科會試第二百二名，二甲第二十五名進士。授工部虞衡司主事，擢守重庆，清严刚直，案无留牍。再守兖州，隆慶六年（1568年）八月晋浙江按察司副使，改淮扬海防兵备副使，萬曆五年正月以拾遗调简。萬曆十二年（1584年）降调贵州左参议。时东川乌蒙为患，谕以利害，皆心慑散志。迁云南兵备，下苴诸寨作乱，遣谍入其营，购贼内应，出师夹攻之，三日，擒贼首八人，降二百余人。擢行太仆寺卿。致政归。

## 家族
曾祖程常；祖父程昪；父程䅰。前母余氏；母周氏。具庆下。兄學颜，應天府推官；學曾；學思；學夔。